# Božovići
Božovići (cyr. Божовићи) – wieś w Bośni i Hercegowinie, w Republice Serbskiej, w gminie Rudo. W 2013 roku liczyła 60 mieszkańców.